# Psalmer och visor
Psalmer & visor 71 – försökshäfte utgivet av 1969 års psalmkommitté, Psalmer & visor 76 – tillägg till Den svenska psalmboken och Psalmer & visor 82 – tillägg till Den svenska psalmboken är tre olika tillägg till Svenska kyrkans psalmbok (1937 års psalmbok) inför den stora omarbetningen av det som slutligen blev 1986 års psalmbok. Syftet med tilläggen var att låta församlingarna provsjunga psalmerna för att sedan lämna kommentarer till psalmbokskommittén. Församlingarna fick på så vis möjlighet att påverka både texter och melodier.
- Psalmer och visor 71 innehåller psalmer i nummerserien 613–683
- Psalmer och visor 82 innehåller psalmer i nummerserien 751–906 inklusive nummer 617b samt läsepsalmerna I–VII.

## Psalmer och visor 76innehåller psalmer i nummerserien 613–750 plus läsepsalmerna I–XIV

### Treenigheten
613 Vi tror på Gud som skapar världen
614 Som ett klockspel hör jag dig

### Fader, Son och Ande

#### Gud, vår Skapare och Fader
615 Vi skulle inte längta efter ljuset

#### Jesus, vår Herre och Broder
616 Kristus är världens ljus
617 För att du inte tog det gudomliga
618 En vanlig dag
619 Vem är det som kommer på vägen?
620 De lånade krubba åt Jesus en gång
621 Han satte sig ner på stranden
622 Evige Konung
623 Någon du känner är din bäste vän

#### Anden, vår hjälpare och tröst
624 Vinden ser vi inte
625 Gud, när du andas över vår jord
626 Blås på mig, Jesusvind

### Ordet
627 Därför att ordet bland oss bor
628 En såningsman går där
629 Som källor utan vatten

### Kyrkan

#### Enhet
630 Lågorna är många ljuset är ett

#### Vittnesbörd - tjänst
631 Ett Kristusbrev i världen
632 Jag behövde en nästa
633 Om din kyrka stänger sina portar
634 Maria, sa Judas

#### Gudstjänsten
635 En söndag var skapelsens första dag

#### Nattvarden
636 Vi till ditt altarbord bär fram
637 Tyst, likt dagg som faller
638 Som källor utan vatten
639 O Jesu när du bröd och vin oss räcker
640 Det helga bröd på altarbordet vilar
641 När vi delar det bör som han oss ger
642 Gud är en av oss vid detta bord
643 Gud vare lovad
644 Du som gick före oss

### Kyrkans år

#### Advent
645 Hosianna
646 Gå, Sion, din Konung att möta
647 O du som himlens stjärnor tänt
648 Tidens mått har fyllts till randen
649 Han bars av sin kallelses glädje

#### Jul
650 Stjärnorna spänner en båge på himlen
651 Nu dagen är kommen
652 Kanske är det natt hos dig
653 Prisad högt av herdars skara
654 Låt oss sjunga - Kristus är född
655 Mitt i vintern var det
656 O Betlehem, du lilla stad
657 Lyss till änglasångens ord

#### Kyndelsmässodagen
658 Jungfru Maria

#### Jungfru Marie bebådelsedag
659 Salig du högt benådad
660 Barn av Guds kärlek

#### Passionstiden
661 Ont föder ont
662 Mycket folk kring Jesus var
663 De såg ej dig, blott timmermannens son